# Warrensburg (New York)
Warrensburg je městečko v okrese Warren, v americkém státu New York. V roce 2000 měl Warrensburg 3 208 obyvatel. Podle administrativního členění státu má status hamlet a je rozeznán i národním úřadem pro sčítání.
Warrensburg leží v okrsku Town of Warrensburg. Městečko se nachází západně od řeky Hudson.

## Geografie
Podle Amerického úřadu pro sčítání má obec celkovou rozlohu 29,2 km², z čehož je 28,7 km² pevnina a 0,5 km² voda (1,86% celkové rozlohy).
Warrensburg leží západně jezera Lake George a je v Adirondackém Národním parku.

## Demografie
Podle sčítání lidu z roku 2010 zde žilo 3 103 obyvatel. Podle sčítání z roku 2000 zde bylo 3 208 obyvatel, 1 297 domácností a 865 rodin žijících v obci, hustota zalidnění byla 111.8/km².

### Rasové složení
- 97,6% Bílí Američané
- 0,3% Afroameričané
- 0,1% Američtí indiáni
- 0,6% Asijští Američané
- 0,0% Pacifičtí ostrované
- 0,4% Jiná rasa
- 1,1% Dvě nebo více ras

Obyvatelé hispánského nebo latinskoamerického původu, bez ohledu na rasu, tvořili 2,3% populace.